# Zoologická zahrada Ústí nad Labem
Zoologická zahrada Ústí nad Labem je zoologická zahrada v Ústí nad Labem, umístěná na svahu Mariánské skály východně od centra města. Předchůdcem zahrady byla soukromá ptačí rezervace založená roku 1908.

## Historie
Předchůdcem současné zoologické zahrady se stala soukromá ptačí rezervace, kterou pod názvem „Lumpepark“ založil ústecký podnikatel a obchodník s železářským zbožím Heinrich Lumpe (1859–1936). Tento uznávaný amatérský ornitolog odkoupil v roce 1908 od obce pozemky o rozloze 3,5 hektaru v prostoru bývalé cihelny na jihovýchodním svahu Mariánské skály a založil zde park na ochranu ptactva. Své plány konzultoval s odborníky, jako byli např. Jiří Janda, který v roce 1931 založil pražskou zoo, přírodovědec Josef Kořenský nebo zahradní architekt Rudolf Jenatský. Byla vybudována infrastruktura (vodovod, cesty a mostky, fontány, oplocení) a vysázeny stromy, keře a květiny.

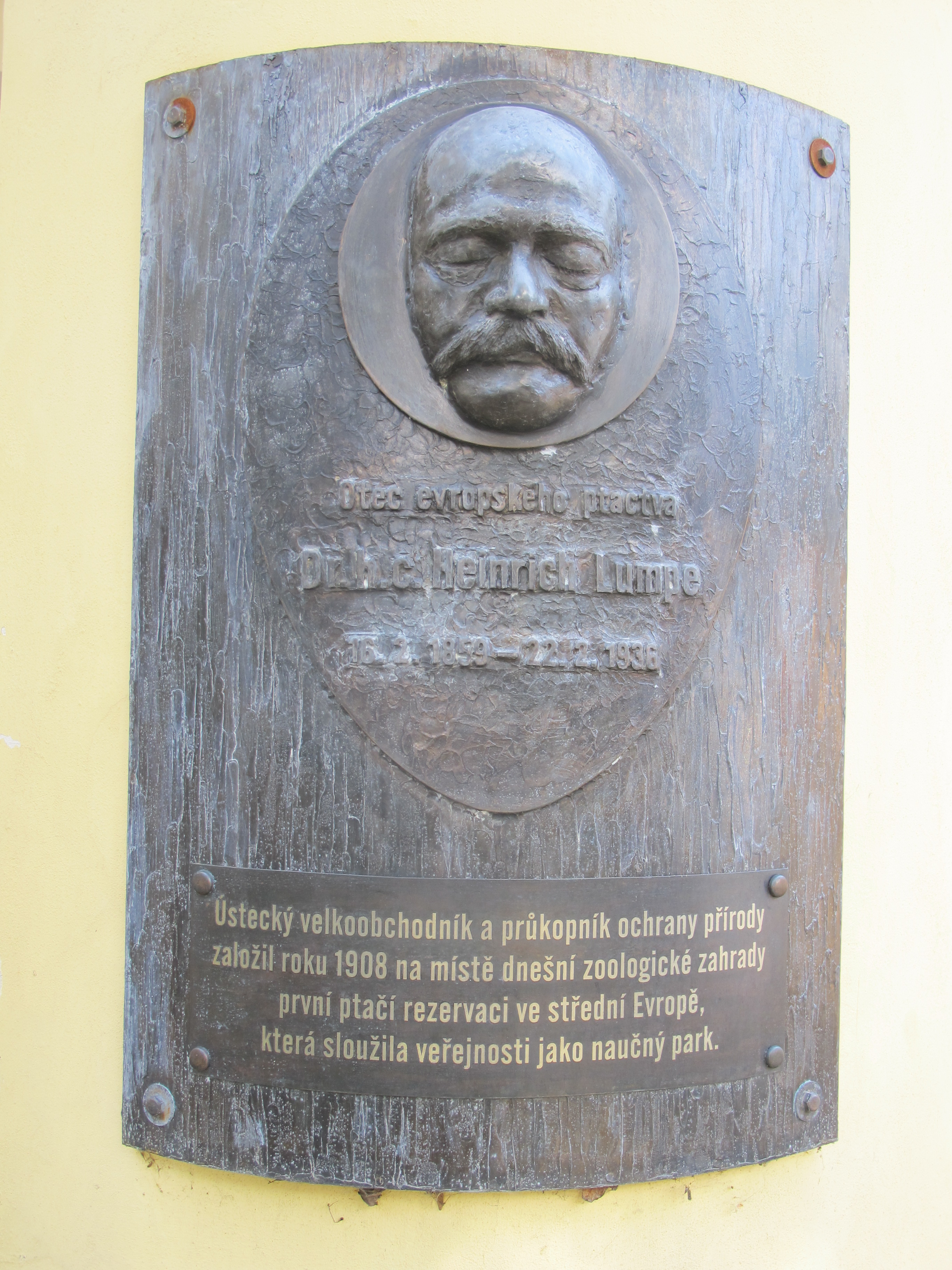
Pamětní deska H. Lumpeho

V letech 1913–1914 byla vybudována umělá jeskyně a tzv. Jindřichův hrádek (dnes Trpasličí hrádek) vystavěné z tufu dovezeného až z Durynska. V roce 1913 přikoupil Lumpe sousední pozemek, na kterém měla být postavena sklárna. Tou by byla ptačí rezervace znehodnocena. Lumpepark, ač byl před první světovou válkou proslaven i v zahraničí, byl soukromou rezervací, kam neměla veřejnost běžně přístup a návštěva byla možná pouze na pozvání majitele. V říjnu 1914 byl park poprvé na dva dny otevřen pro veřejnost jako dobročinná akce ve prospěch Červeného kříže. Akce se během války několikrát opakovala.

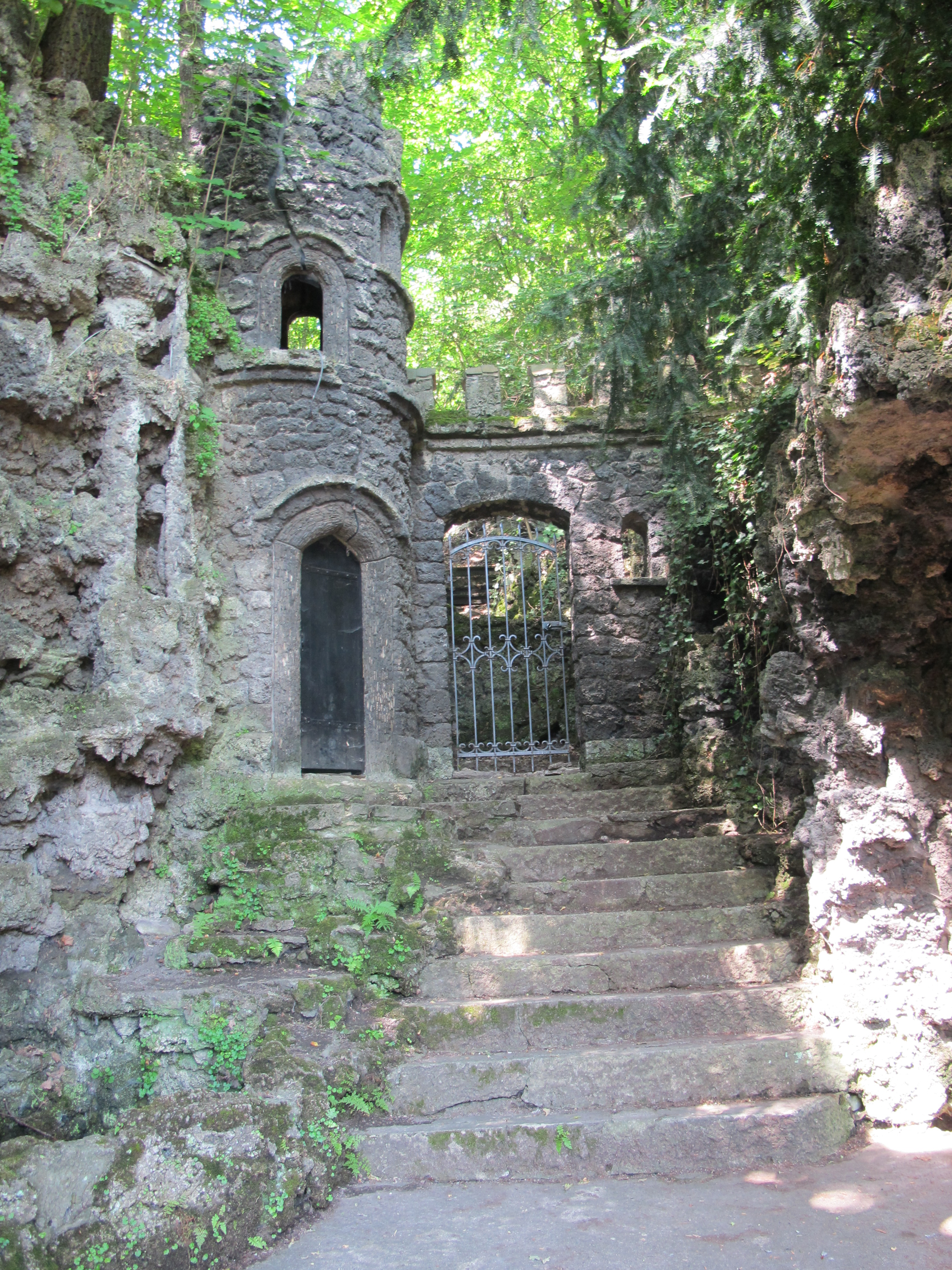
Umělá zřícenina Trpasličí hrádek

V roce 1919 Lumpe získal podporu ministerstva školství a osvěty ohledně ochrany svého parku proti výstavbě průmyslových podniků v okolí a na počátku 20. let zpřístupnil svůj park veřejnosti trvale; park zůstával uzavřen pouze v období zimního krmení a jarního hnízdění. Už v roce 1922 byl přivítán 100 000. návštěvník od založení parku a v následujících letech se roční návštěvnost blížila k 50 000 osob. Park po přikoupení okolních pozemků měl již pět hektarů. Sloužil především k propagaci ochrany ptactva, protože ptáci nebyli umístěni v klecích a voliérách, ale hnízdili volně v přírodě. V roce 1928 zde bylo napočítáno na 81 druhů ptáků. Roku 1935 byl v parku natočen zvukový dokumentární film o ochraně ptactva.
V roce 1936 Lumpe nečekaně zemřel při svém lázeňském pobytu v Dubí. Dohled nad parkem převzal jeho synovec Alfred Lumpe. Chod parku se podařilo udržet i přes těžkosti během druhé světové války a uzavřen byl až na jaře 1945. V roce 1946 byla rodina Alfreda Lumpeho odsunuta do Bavorska, park se jako znárodněný majetek dostal pod národní správu a stal se nehlídaným městským parkem s názvem Sady Edvarda Beneše. V letech po válce se v parku začaly objevovat klece a výběhy se zvířaty a došlo k proměně na zoologickou zahradu, která v roce 1957 přešla do správy města.
V roce 1959 se ředitelem zahrady stal MVDr. Dušan Sedlář, který jím byl až do roku 1968. V tomto období zahrada získala exotická zvířata jako šimpanze, levharta skvrnitého, mandrila rýholícího, nandu pampového, medvěda himálajského, tygra indického, lamu alpaka, plameňáka chilského, krajtu tygrovitou aj. Ve správní budově bylo vybudováno exotárium, vznikly malé pavilony šelem a opic a další výběhy. Na konci 60. let zde bylo chováno 75 druhů s počtem 326 kusů.
Roku 1972 se ředitelem stal Ing. Bořek Voráč. V 70. letech dosáhla zahrada velkého územního rozmachu, když se rozrostla na dnešních 26 hektarů zabráním okolních polí a zahrádek. Začaly se stavět nové pavilony šelem (1976–1980), dvoupodlažní exotárium (1975–1978), výběhy pro nosorožce, žirafy, slony, zebry a antilopy.
| „                                    | Chceme-li žít, musíme udělat taková opatření, abychom chránili přírodu. | “ |
| — Heinrich Lumpe, zakladatel zahrady |                                                                         |   |

V 80. letech došlo k významnému nárůstu jak druhů, tak i počtu chovaných zvířat. Výstavba nových pavilonů probíhala především v horní části zahrady. V roce 1984 byla otevřena restaurace Koliba s areálem minigolfu, rovněž vznikla Naučná stezka dinosaurů s dřevěnými maketami prehistorických zvířat a Dětský svět s plastovými modely zvířat a skluzavkami. V roce 1988 bylo dosaženo historického rekordu v návštěvnosti, který nebyl dosud překonán – 178 143 osob.

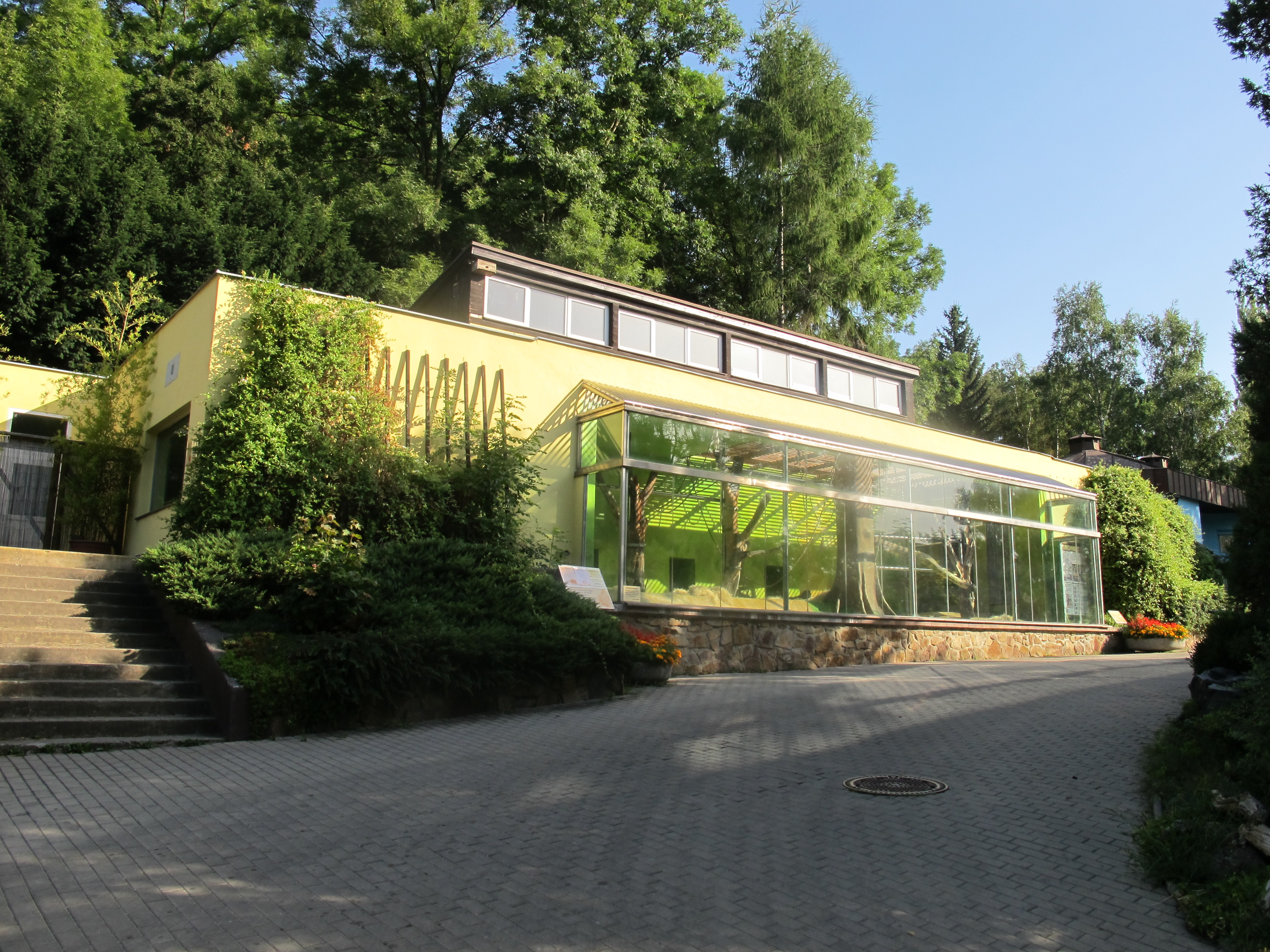
Bornejský pavilon

V roce 1990 ve funkci ředitele vystřídal Ing. Voráče MVDr. Vladimír Mikulica. Došlo k přestavbě některých pavilonů a vznikla Dětská zoo pro bezprostřední kontakt dětí se zvířaty. Nově přibyla zvířata jako osel somálský, anoa nížinný, panda červená nebo vydra malá. V roce 1996 se ředitelkou stala Ing. Zdenka Jeřábková. Došlo k rekonstrukci lachtaního bazénu a zoo se stala členem Unie českých a slovenských zoo a Evropské asociace zoologických zahrad a akvárií (EAZA).
V letech 2000–2005 bylo vybudováno vytápění geotermální energií, kdy je voda o teplotě 32 °C čerpána z hloubky 514 metrů. V letech 2001–2004 byl postaven nový pavilon slonů, rovněž byl rekonstruován Bornejský pavilon a pavilon šelem. V roce 2001 vstoupila zahrada do Světové asociace zoologických zahrad a akvárií (WAZA). Od roku 2005 byl ředitelem zahrady Mgr. Tomáš Kraus.
V letech 2009–2012 vedl zoo MVDr. Václav Poživil, který dlouhá léta působil jako veterinář.
V roce 2011 byla z finančních důvodů odložena stavba Asijského domu na neurčito, podobně jako další projekty – Africká savana, pavilon pro aligátory atd. Roku 2012 však byla dokončena velice potřebná rekonstrukce zebřích stájí. Město Ústí nad Labem v roce 2013 přidělilo zoologické zahradě peníze na rekonstrukci tuleního bazénu, která mimo jiné obsahuje také vybudování bazénku pro březí samici, a na rekonstrukci pavilonu orangutanů.
V roce 2013 do zoo nastoupila nová ředitelka, Mgr. Marina Vančatová, Ph.D. Za jejího působení byl postaven nový průchozí výběh pro lemury či nový výběh pro surikaty. V listopadu 2014 byla odvolána z funkce. Dočasným vedením zoo byla již poněkolikáté pověřena Jana Černá.
V březnu 2015 nastoupil na pozici ředitele Jiří Bálek, který v předchozím výběrovém řízení skončil druhý. Koncepce rozvoje zoo by se měla zaměřit na faunu jihovýchodní Asie a na tzv. hotspoty biodiverzity (oblasti velké biologické rozmanitosti). 
Vinou nestabilní politické situace Bálka v lednu 2016 vystřídal bývalý ředitel děčínské zoo Lubomír Moudrý, který ovšem o rok později rezignoval. V letech 2017 - 2021 byl ředitelem zoo Ing. Roman Končel. 

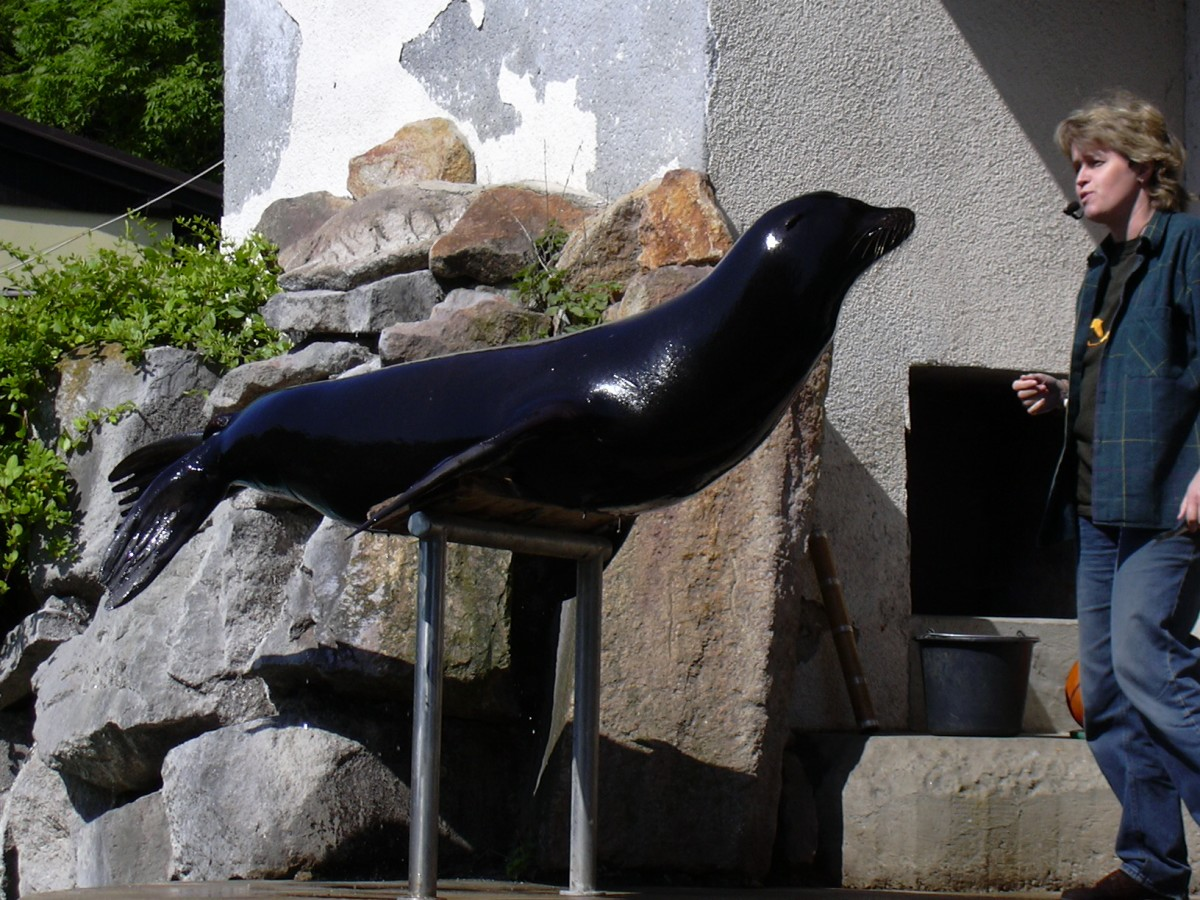
Lachtan kalifornský

Od roku 2021 je ředitelkou zoo Ilona Pšenková.

## Zvířata v zoo
Zoo chová celkem 204 druhů zvířat ve více než tisíci kusech. Řada z nich je velmi vzácných. Mnoho druhů se zde také podařilo odchovat jako například levharty mandžuské, irbisy, nosorožce a jiné.
K nejúspěšnějším naopak patří chov zebry Hartmanové, která je v zoo chována od roku 1975. Do roku 2024 se narodilo 113 mláďat a zoo byla v roce 1992 pověřena vypracováním návrhu evropského chovného programu. Odchov se dařil i u orangutanů bornejských (1989 - 2022), levhartů mandžuských či jelenů bělohubých.

## Servis pro návštěvníky
Zahrada má dva vstupy: dolní v Drážďanské ulici, kam zajíždí trolejbusové linky 51, 55, 56, 57, 58, 59 a autobus 41, a horní vchod v ulici Výstupní, kde zajišťuje dopravní spojení autobus č. 5. Ve střední části zahrady funguje v letních měsících restaurace Koliba s minigolfem a od roku 2007 u spodního vchodu existuje restaurace Savana, která má vlastní vstup z Drážďanské ulice, a je proto otevřená i mimo běžnou provozní dobu zahrady. V roce 2006 byla otevřena cukrárna U Geparda v horní části zahrady. Od roku 2007 jezdí v zahradě silniční vláček, který dopravuje návštěvníky do horní části zahrady (převýšení areálu činí 96 m). Pro děti je v zahradě několik dětských hřišť, největší je Dětský svět s laminátovými modely zvířat a Dětská zoo s dřevěným modelem tzv. Minivětruše. Kromě Naučné stezky dinosaurů byla v roce 2008 u příležitosti 100. výročí založení Lumpeparku zprovozněna Naučná stezka Lumpepark s informačními panely a výukové centrum Zooškola Heinricha Lumpeho.

## Zajímavosti
V roce 1989 se zde natáčel film Dva lidi v zoo. Hlavní zvířecí filmovou hvězdou se stal tehdy maličký samec orangutana Ňuňák, který zde po natáčení i se svou budoucí partnerkou Ňuninkou zůstal natrvalo. Ňuňák v roce 2017 zemřel a Ňuninka v roce 2022 odjela do jiné zoo.

## Galerie zvířat

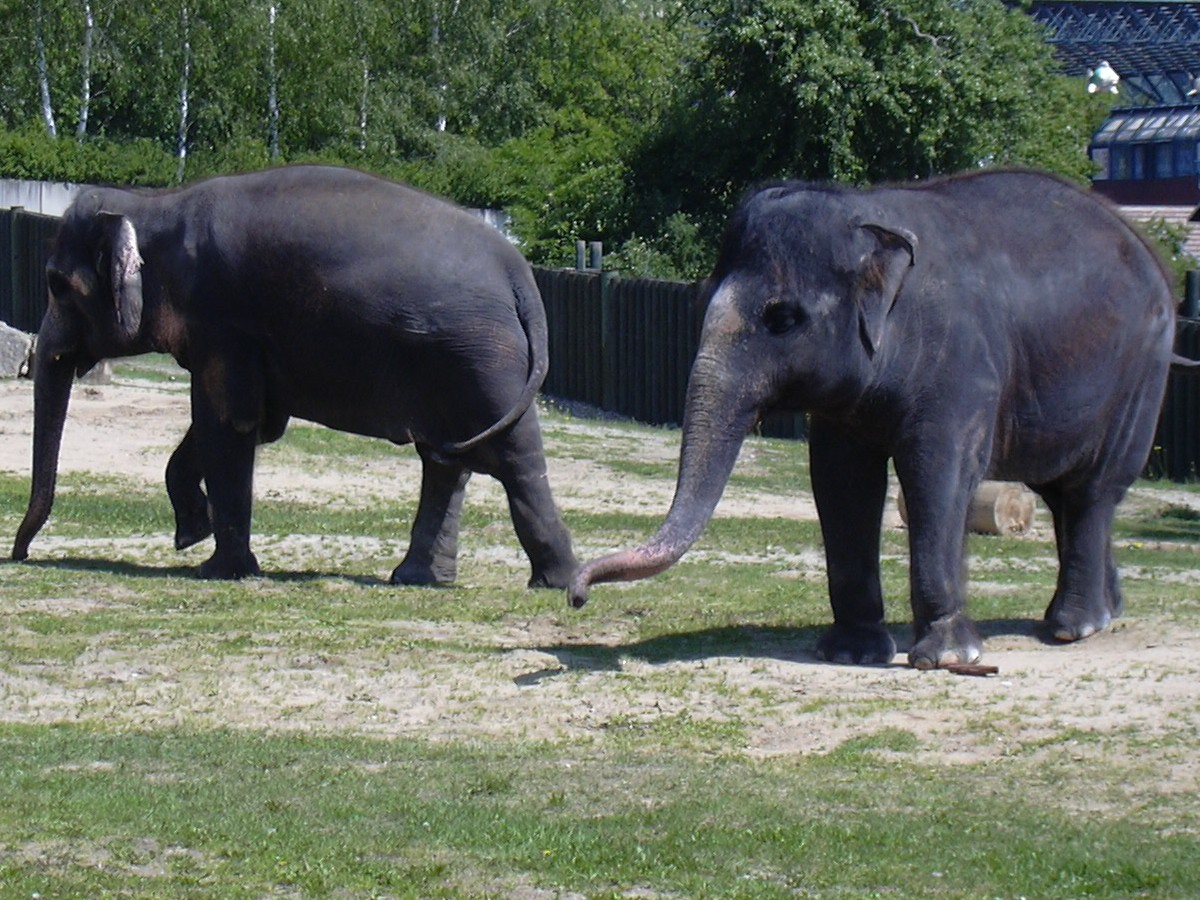
Samice slonů indických
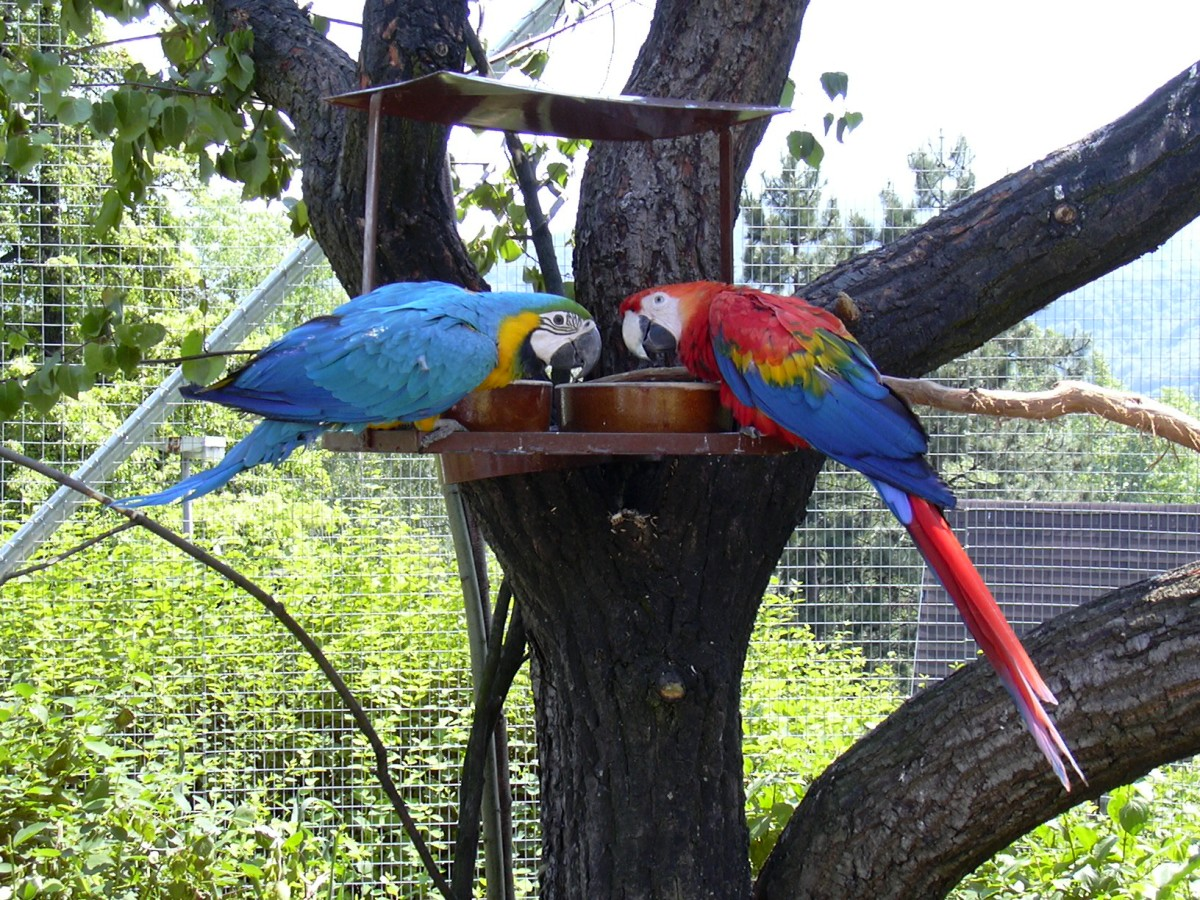
Ara ararauna a ara arakanga
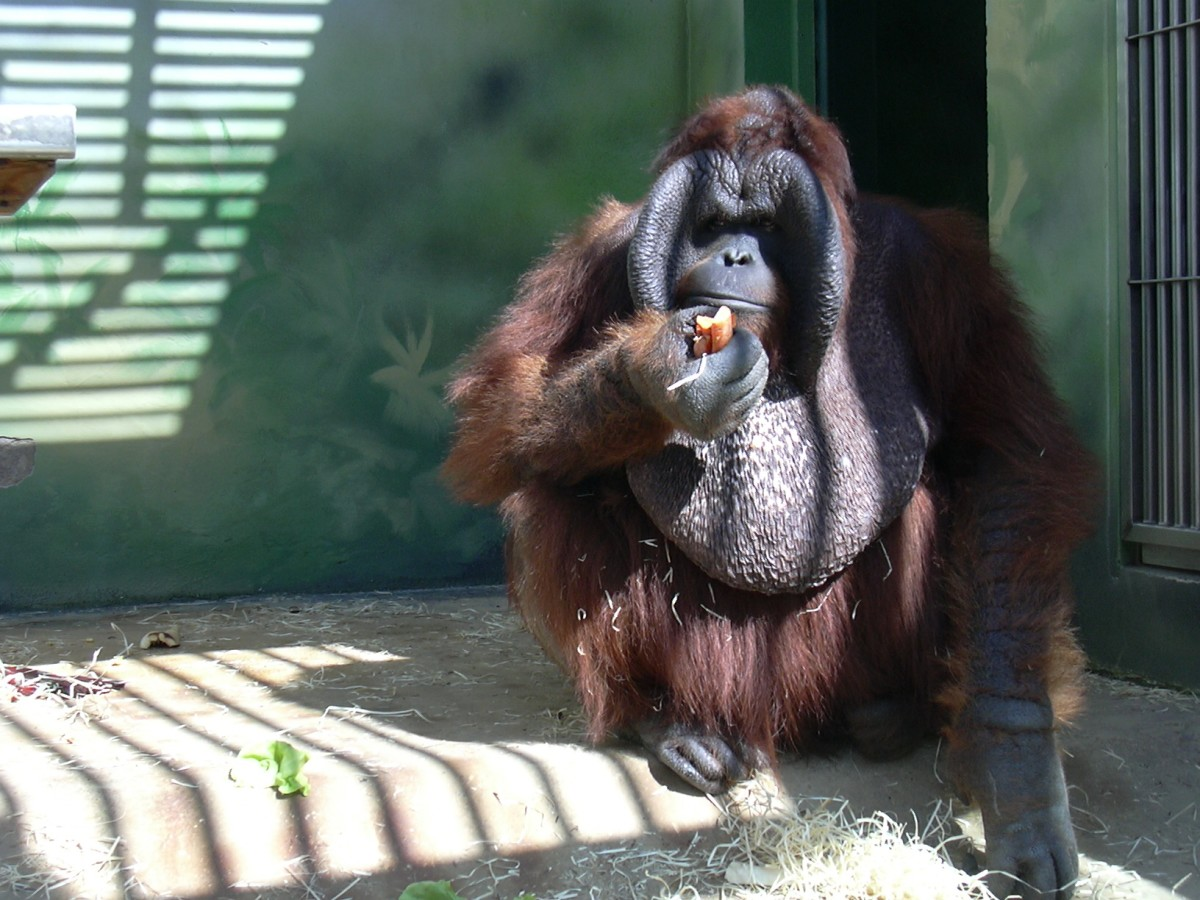
Orangutan bornejský, samec Ňuňák
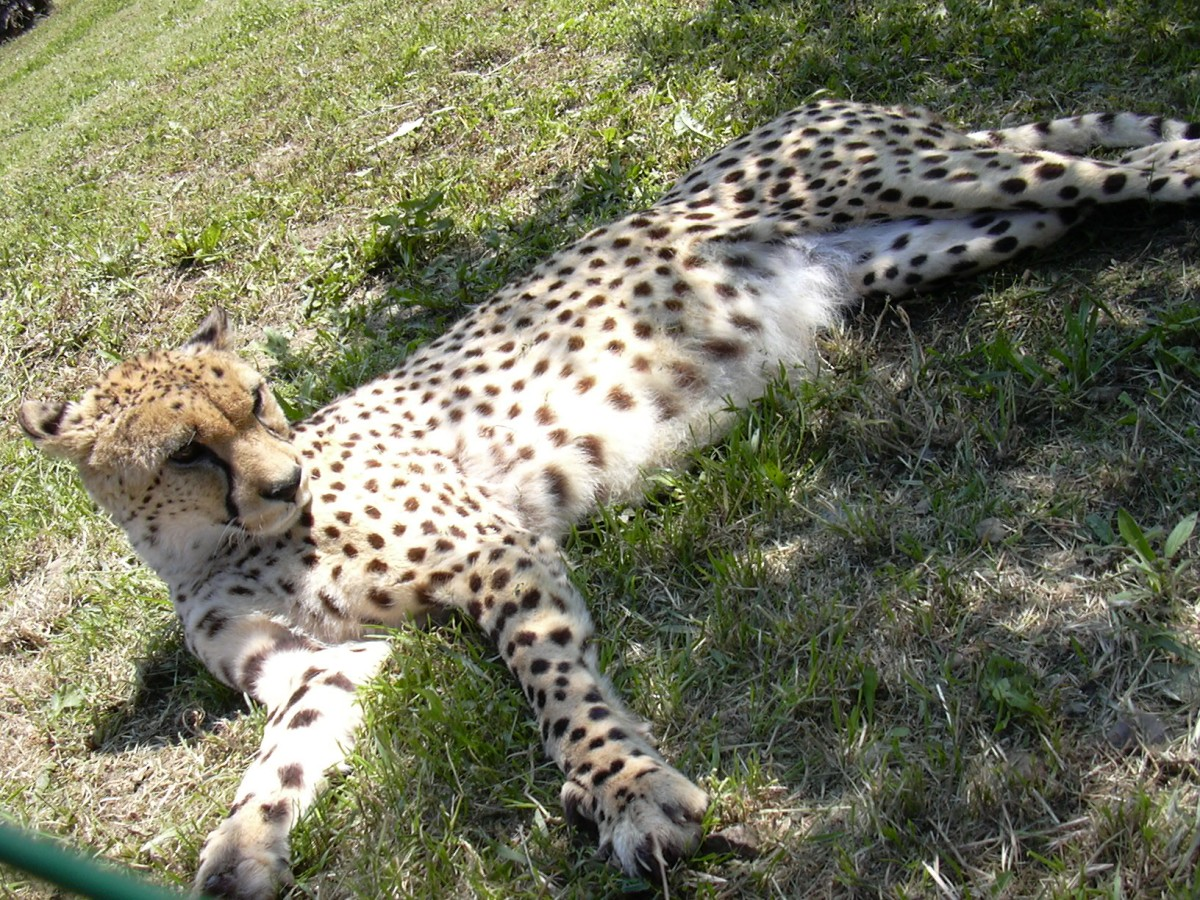
Gepard štíhlý
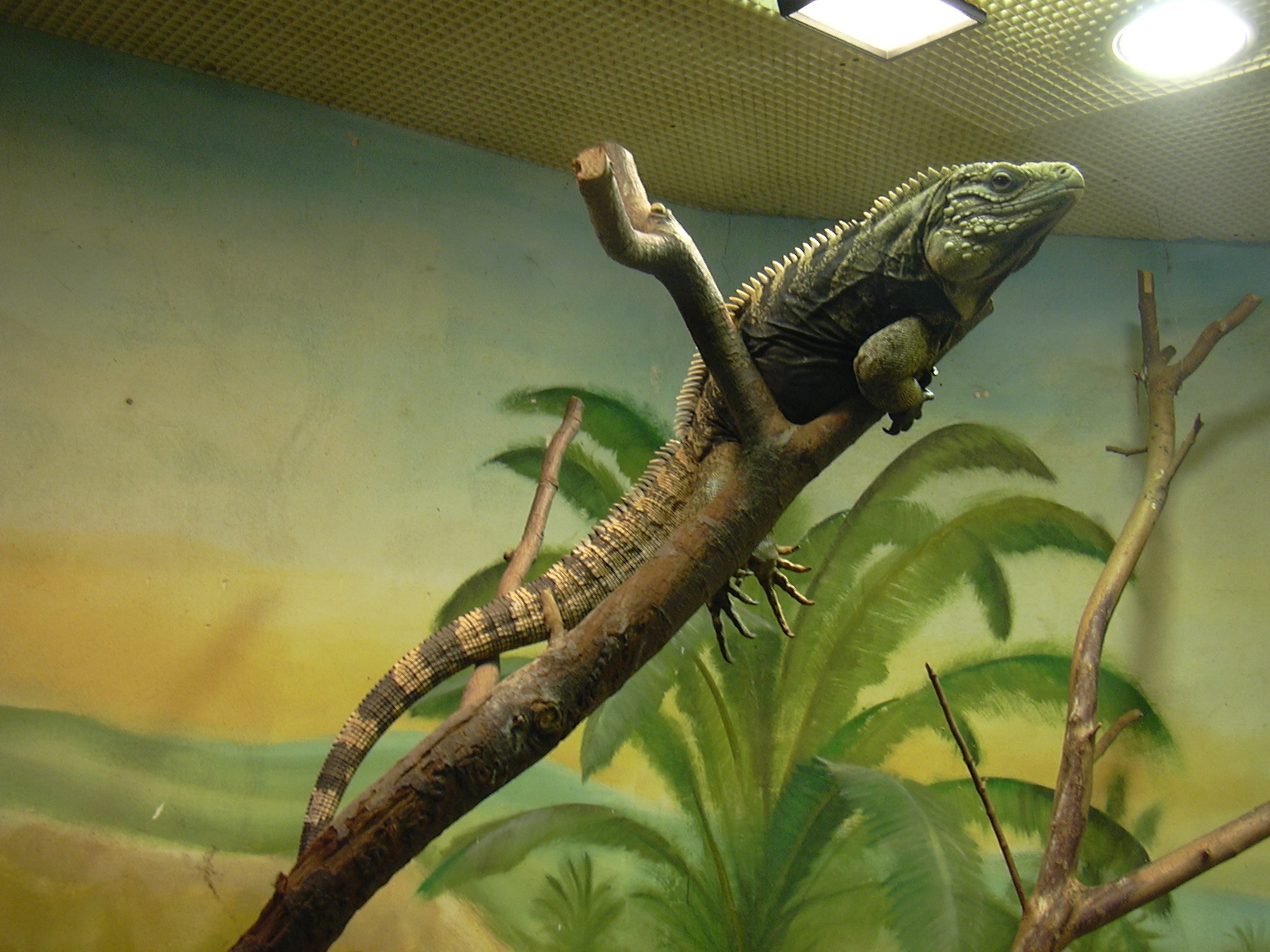
Leguán kubánský
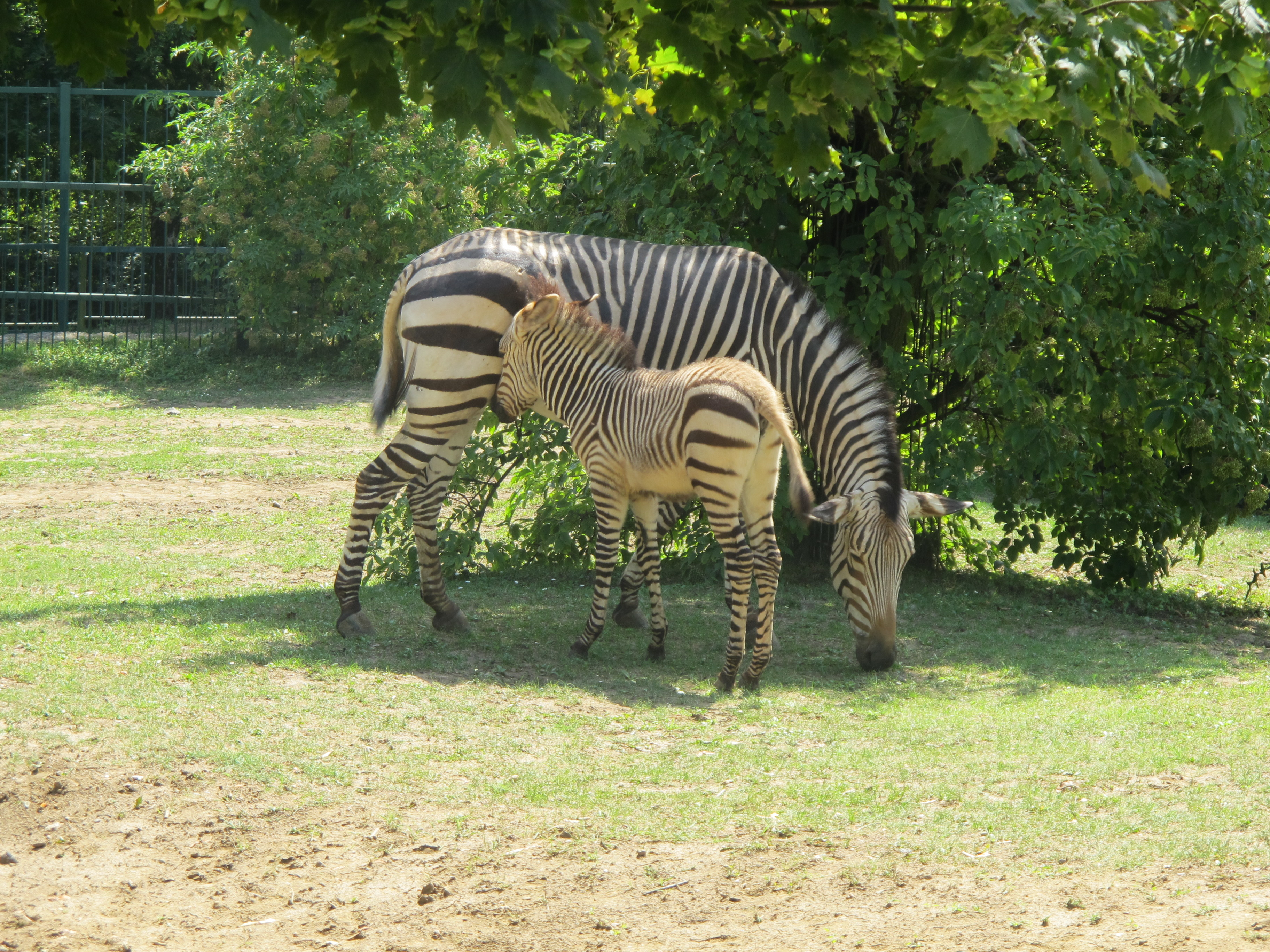
Zebra Hartmannové
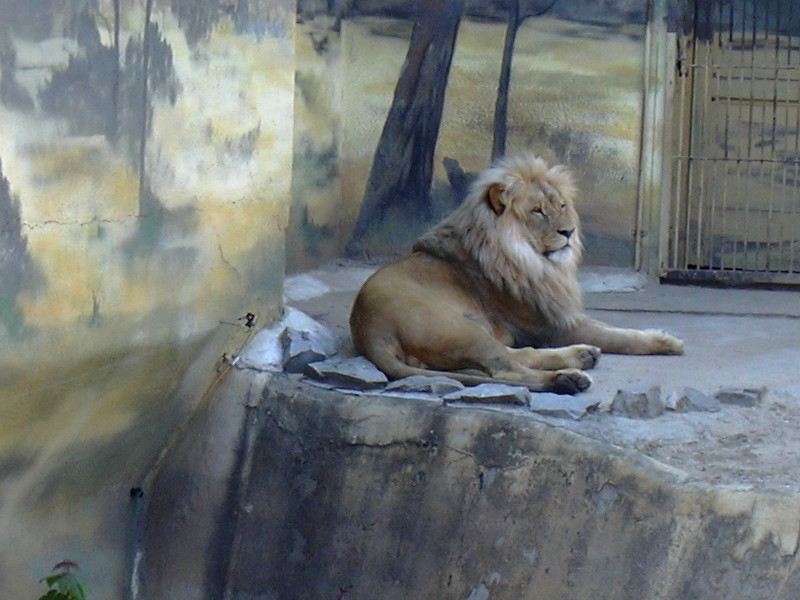
Lev konžský, samec
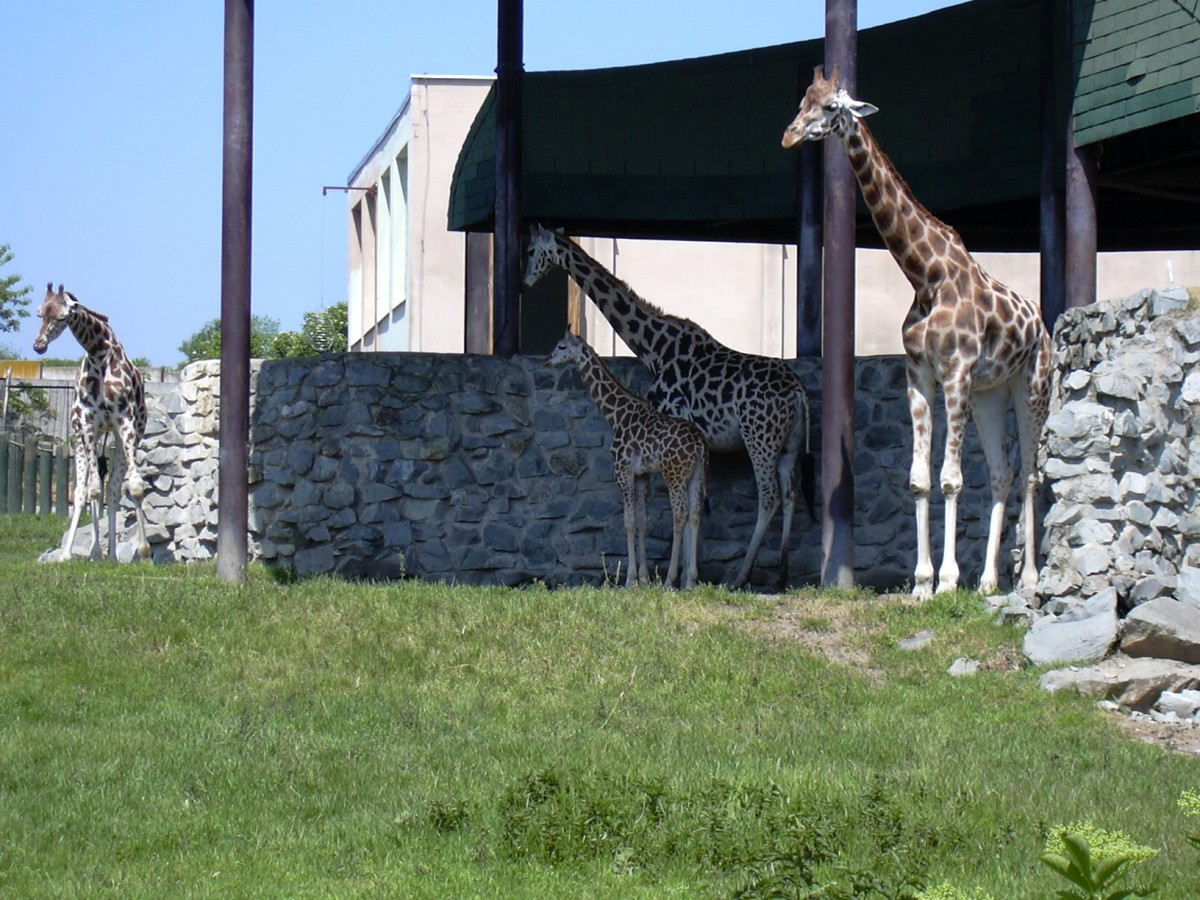
Žirafy Rothschildovy
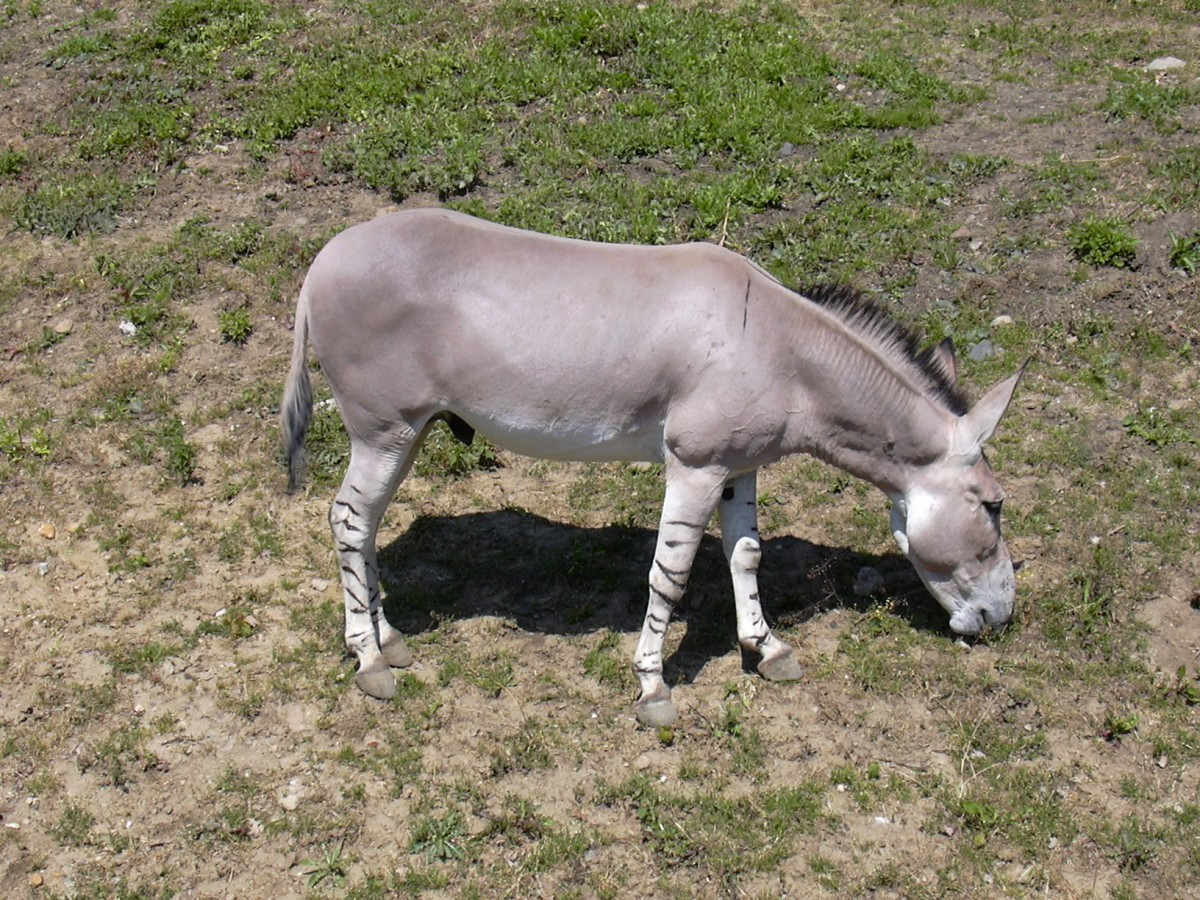
Osel somálský
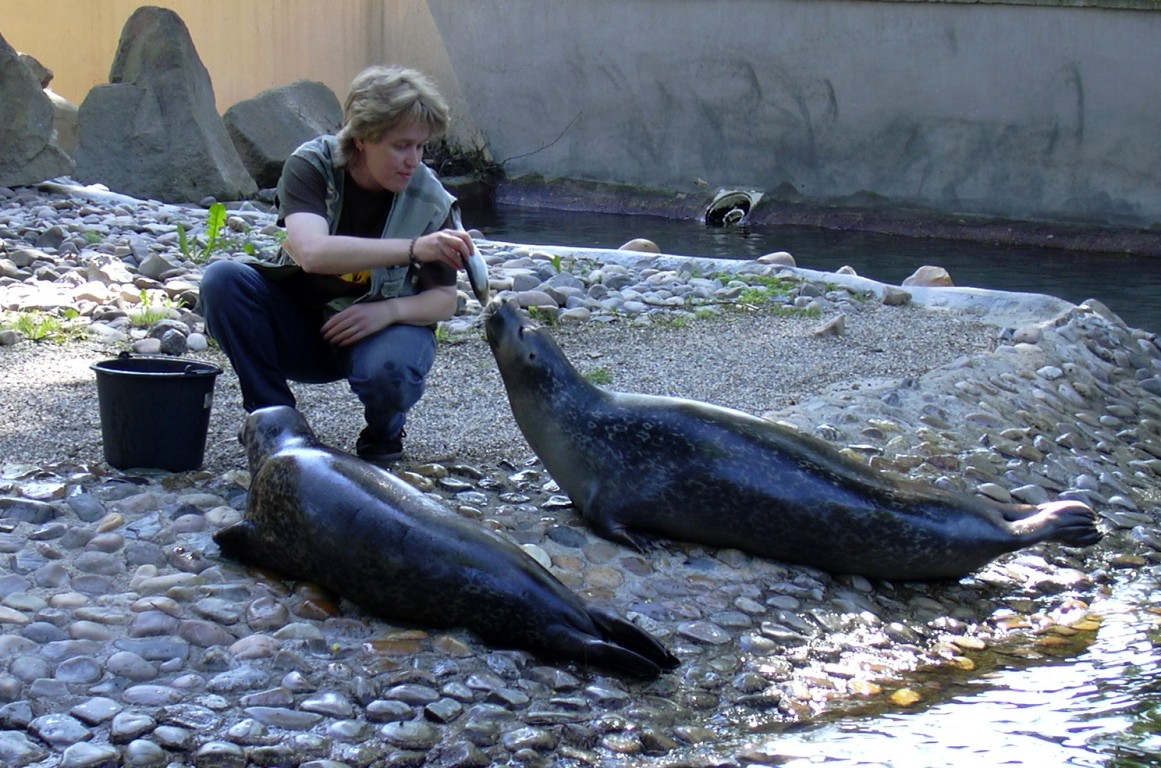
Tuleni obecní

## Galerie staveb

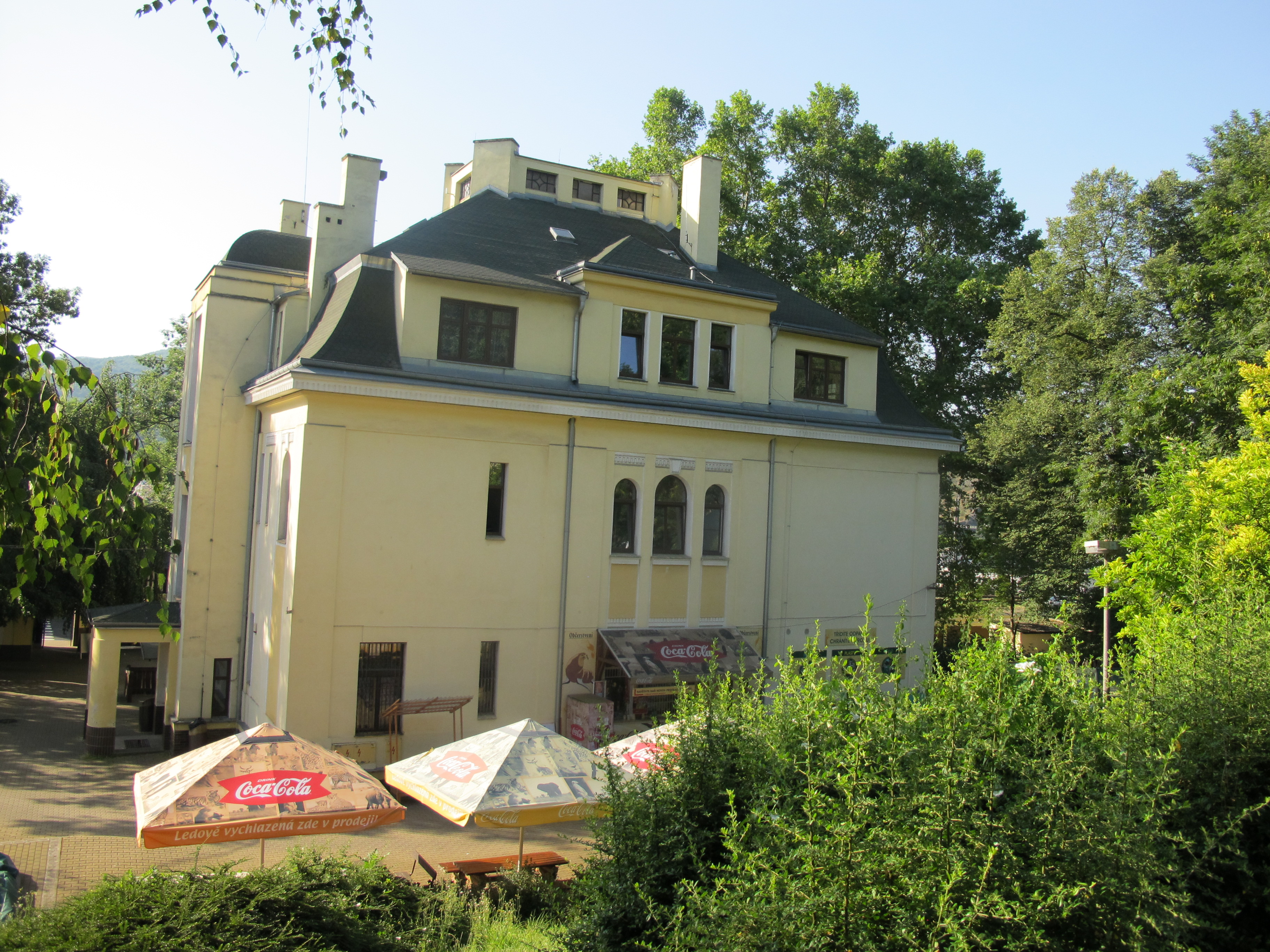
Správní budova
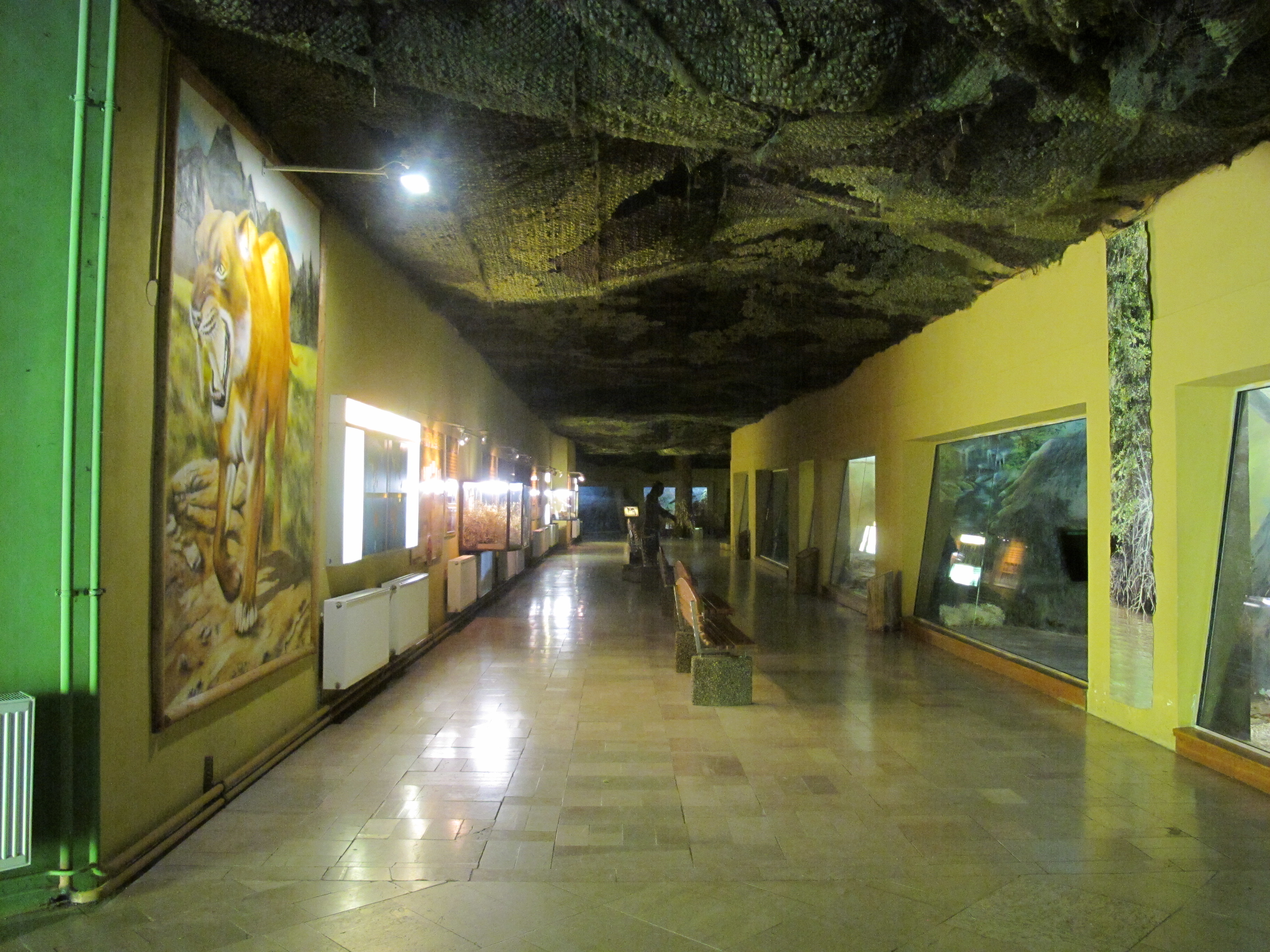
Vnitřek pavilonu šelem
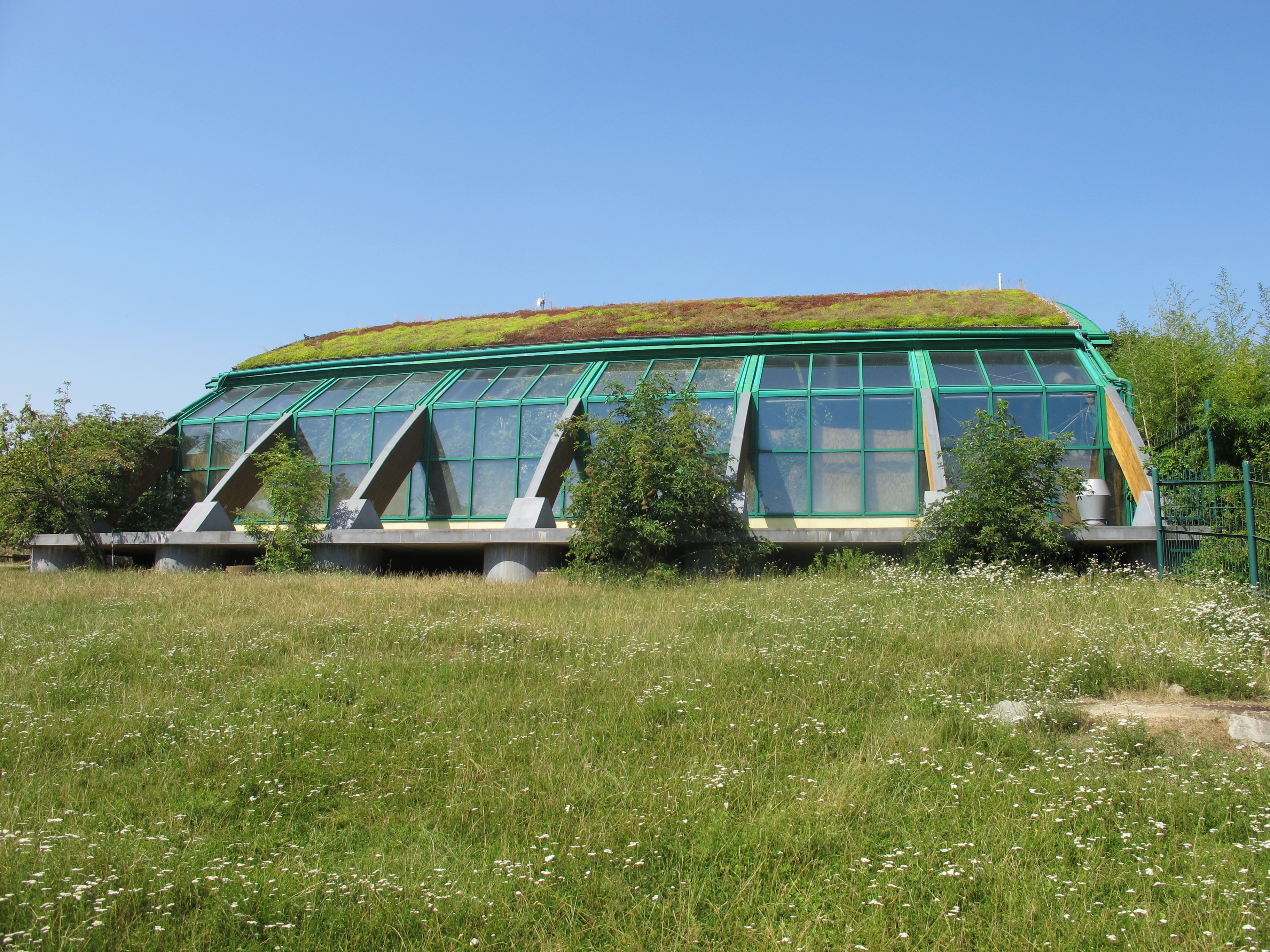
Pavilon Asijský prales